# Ehrenberg (bei Hildburghausen)
Ehrenberg ist eine Gemeinde im Landkreis Hildburghausen im fränkisch geprägten Süden des Freistaats Thüringen. Sie gehört der Verwaltungsgemeinschaft Feldstein an. Der Verwaltungssitz ist in der Stadt Themar. Ehrenberg ist die flächenmäßig kleinste Gemeinde im Landkreis.

## Lage
Ehrenberg befindet sich südöstlich des Klosters Veßra an einem nach Westen geneigten höheren Plateau auf den südlichen Anhöhen der Schleuse. Diese sind gen Osten bewaldet. Verkehrsmäßig ist der Ort über die im Schleusetal vorbeiführende Landesstraße 1625 angebunden.

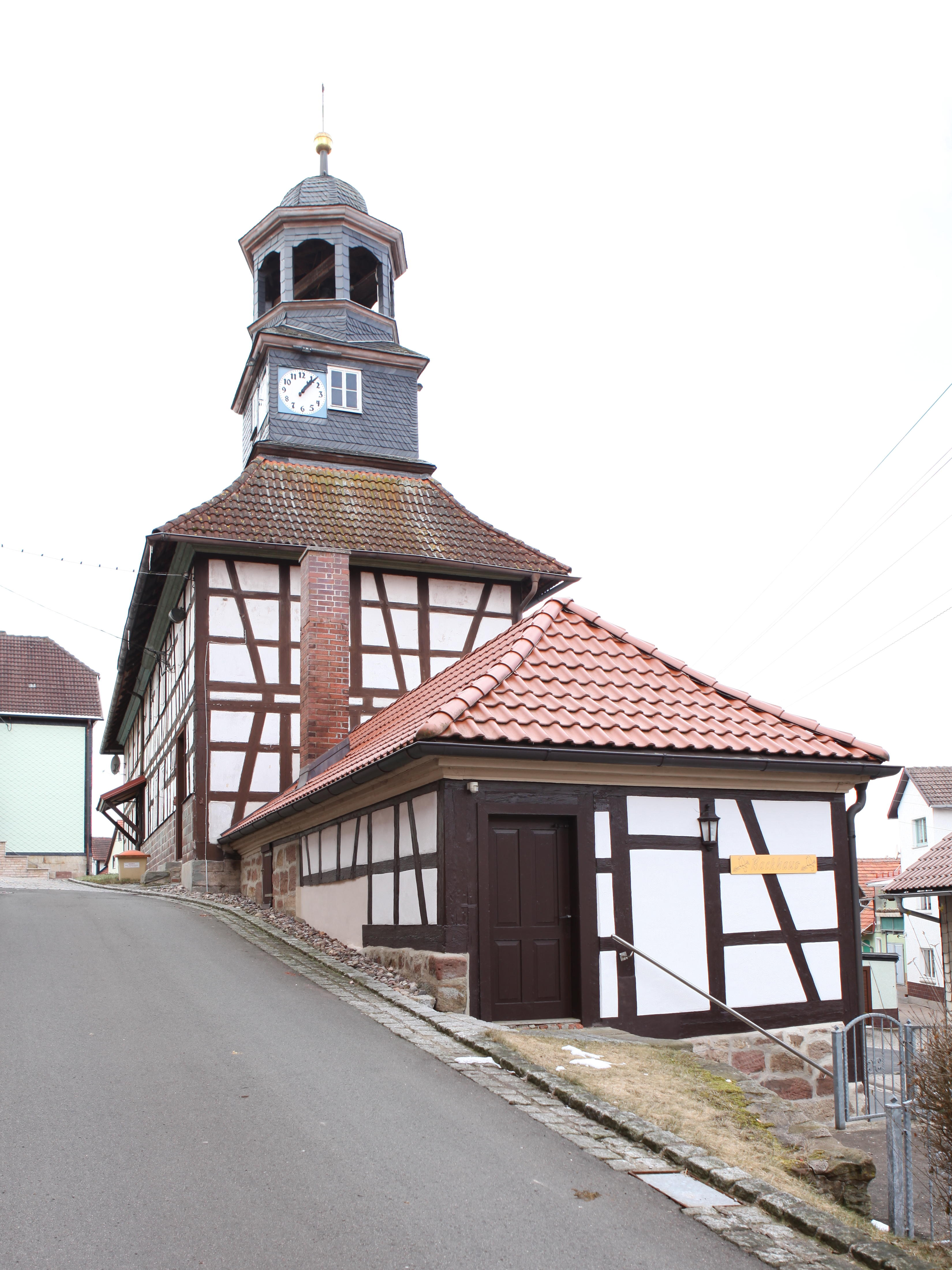
Gemeindehaus

## Geschichte
Die Ersterwähnung des Ortes erfolgte im Jahr 1141. In der Gemarkung liegt die Ruine der Wallfahrtskirche St. Ottilien. Während der Zeit der Stammesherzogtümer lag der Ort im Herzogtum Franken. Herrschaftsmäßig gehörte der Ort im Amt Themar zunächst zur Grafschaft Henneberg, nach 1583 zu verschiedenen sächsischen Herzogtümern und von 1826 bis 1918 zum Herzogtum Sachsen-Meiningen. 1920 kam er zum Land Thüringen. Ehrenberg war 1614–1680 von Hexenverfolgung betroffen. Zwei Frauen gerieten in einen Hexenprozess. 1680 wurde Margaretha, Frau von Lorenz Siebenlist, hingerichtet.
Im Dreißigjährigen Krieg wurde der Ort 1634 teilweise von marodierenden Soldaten zerstört.

## Politik
Der Gemeinderat in Ehrenberg besteht aus sechs Ratsmitgliedern:
- Feuerwehrverein: 2 Sitze
- Freie Wähler: 4 Sitze

(Stand: Kommunalwahl am 25. Mai 2014)

## Naturdenkmäler
- Eiche mit einem Brusthöhenumfang von 6,65 m (2016).[4]